# Bytowska Watra
Bytowska Watra (ukr. Битівська ватра) – coroczna impreza kulturalna, organizowana w Bytowie przez miejscowy Związek Ukraińców w Polsce, odbywająca się w lipcu nad jeziorem Watra, w miejscowości Udorpie, nieopodal Bytowa.
Prezentują się tam różne grupy artystyczne prezentujące kulturę ukraińską, a także kaszubską oraz niemiecką. Nazwa imprezy nawiązuje do tradycyjnego (łemkowskiego) ogniska – watry, którego rozpalenie podczas Bytowskiej Watry inauguruje imprezę. Zabawa przyciąga przede wszystkim mniejszość ukraińską z całej Polski.

## Historia
Początkiem Bytowskiej Watry była zabawa w Tągowiu w roku 1990, kiedy to lokalny rolnik zaprosił kilkanaście ukraińskich rodzin. Pomysł się przyjął, a w roku 1992 zabawa została przeniesiona do Udorpia, na teren miejscowej parafii greckokatolickiej, będącej jednocześnie jednym z centrów kulturalnych lokalnej mniejszości ukraińskiej. W 2000 roku Watrę odwiedził prezydent RP, Aleksander Kwaśniewski. Impreza rokrocznie przyciąga kilka tysięcy turystów.